# Palaeospheniscus biloculatus
Palaeospheniscus biloculatus (Simpson, 2007), è una specie di uccello estinto della famiglia Spheniscidae, probabile antenato dei pinguini.

## Distribuzione
I suoi resti fossili sono stati rinvenuti in America meridionale, nei pressi del Rio Chubut, in Argentina.

## Sistematica
A seguito di un lavoro della paleontologa Hospitaleche del 2007, è stata cambiata la vecchia denominazione Chubutodyptes biloculata Simpson, 1970. Monotipica.

## Status e conservazione
Fossile.